# كولة الاديب (القفر)

تعديل مصدري - تعديل

كولة الاديب محلة تابعة لقرية بني جربان، التابعة لعزلة بني سيف السافل بمديرية القفر إحدى مديريات محافظة إب في الجمهورية اليمنية، بلغ تعداد سكانها 36 حسب تعداد اليمن لعام 2004.